# Sandra Perković Elkasević
Sandra Perković, da coniugata Elkasević (Zagabria, 21 giugno 1990), è una discobola e pesista croata.
Si è laureata due volte campionessa olimpica (Londra 2012 e Rio de Janeiro 2016), due volte campionessa mondiale (Mosca 2013 e Londra 2017) e sette volte campionessa europea (Barcellona 2010, Helsinki 2012, Zurigo 2014, Amsterdam 2016, Berlino 2018, Monaco di Baviera 2022 e Roma 2024). Perković ha un record personale di 71,42 metri, la sedicesima miglior prestazione di tutti i tempi nel lancio del disco femminile. È diventata membro del Parlamento Croato sin dalle elezioni parlamentari del 2015.

## Biografia

### Attività extra-sportive e vita privata
Fervente cattolica, oltre al croato parla fluentemente l'inglese ed ha una buona conoscenza dell'italiano. Intrattiene un rapporto sentimentale con il suo allenatore, Edis Elkasević, con il quale si è sposata nel 2023.

### Carriera politica
Candidata alle elezioni parlamentari croate del 2015 è stata eletta nelle file del partito socialdemocratico Bandić Milan 365 - Partito del Lavoro e della Solidarietà.
Al termine della consultazione elettorale il partito è riuscito a guadagnare due seggi, uno dal distretto dove era candidata Sandra Perković. Poiché il leader della lista, lo stesso Milan Bandić, già Sindaco di Zagabria, non è stato eletto a causa dell'incompatibilità tra le cariche di Sindaco e di Deputato, è subentrata l'atleta croata, prima delle non elette. Tuttavia, pur essendo membro della Commissione Parlamentare per la famiglia, la gioventù e lo sport, non ha mai partecipato ai lavori del Parlamento. Il suo mandato è terminato il 15 luglio 2016.

## Carriera

### Gli inizi e i primi successi internazionali (2001-2009)
Sandra iniziò molto precocemente a praticare vari sport come basket, pallavolo e soprattutto l'atletica leggera. Nel 2001 entrò nella società Dinamo-Zrinjevac, mentre dal 2004 al 2012 verrà allenata dall'ex lanciatore e olimpionico Ivan Ivančić.
Nel 2006 partecipò alla sua prima esperienza internazionale: i campionati mondiali juniores, a Pechino. In quell'occasione non riuscì però a qualificarsi per la finale. L'anno successivo riuscì a conquistare l'argento prima ai campionati mondiali allievi e poi ai campionati europei juniores sempre nel lancio del disco. Passato un anno riuscì a vincere il bronzo ai Campionati mondiali juniores 2008. All'inizio del 2009 le venne diagnosticata un'appendicite. Tre giorni dopo ci fu la rottura dell'appendice, che causò una sepsi che fu per lei quasi fatale. Subì immediatamente due interventi chirurgici che superò con successo. In quel periodo perse ben 15 kg del suo peso corporeo e fu costretta ad una lunga degenza.
Tuttavia riprese ad allenarsi dopo una pausa di soli tre mesi, riuscendo anche a conquistare la medaglia d'oro ai campionati europei juniores di Novi Sad, occasione nella quale stabilisce anche il nuovo record nazionale con un lancio a 62,44 metri. Un mese dopo partecipò al suo primo grande concorso a livello assoluto: i campionati mondiali di Berlino, conclusi in nona posizione.

### Il primo titolo europeo e la squalifica per doping (2010-2011)

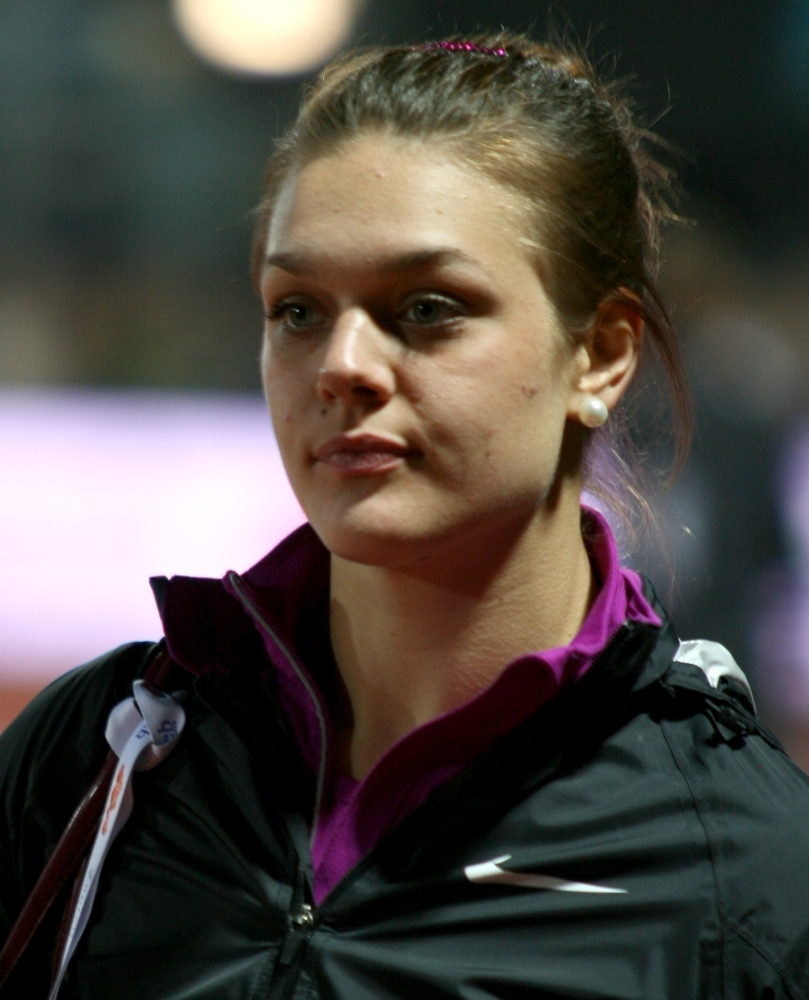
Sandra Perković al Zagreb Meeting 2010

Dopo una stagione 2010 a buon livello, nel mese di luglio partecipò ai campionati europei di Barcellona, dove riuscì a conquistare la medaglia d'oro nel lancio del disco. Durante le qualificazioni fu vicina all'eliminazione non raggiungendo la misura richiesta di 60 metri e passando il turno solo con la decima misura. Giunta in finale, però, si issò immediatamente al secondo posto; all'ultimo turno lanciò il suo disco fino alla misura di 64,67 metri, salendo in prima posizione e diventando così la più giovane campionessa europea nel lancio del disco femminile della storia. Poco dopo concluse la sua stagione vincendo l'argento nella Coppa continentale a Spalato.
Nel febbraio 2011, riuscì a migliorare ulteriormente il suo record nazionale portandolo fino a 67,96 m. Durante le tappe della Diamond League 2011 di Shanghai e di Roma, rispettivamente del 15 e del 26 maggio, venne tuttavia trovata positiva al Methylhexanamine. La federazione croata decise così di imporle una squalifica di sei mesi dalle competizioni, durata fino al 7 dicembre del 2011. Oltre alla squalifica vennero annullati tutti i suoi risultati dalla data della prima positività al doping, compresa la misura di 69,99 metri realizzata a Varaždin il 4 giugno, miglior misura al mondo dal 1999 in quel momento.

### Il ritorno alle gare e gli ori olimpici e mondiali (2012-2013)

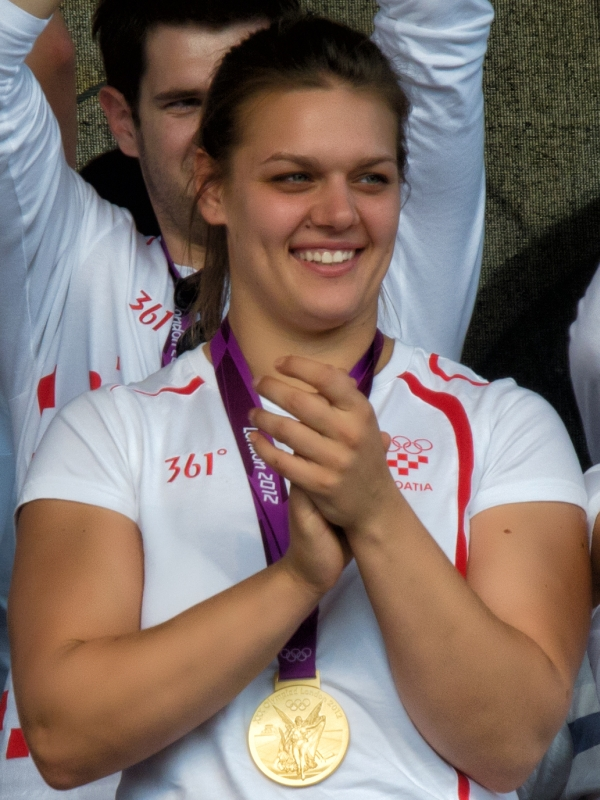
Al ritorno dalle Olimpiadi di

Terminata la squalifica, nella stagione 2012 torna a competere. Dopo aver conquistato la vittoria in vari meeting, nel mese di giugno partecipò ai campionati europei di Helsinki, dove vinse la seconda medaglia d'oro consecutiva a livello continentale con un lancio a 67,62 metri. Il 3 agosto prese parte alle Olimpiadi di Londra, superando agevolmente le qualificazioni e riuscendo poi a conquistare l'oro lanciando fino alla misura di 69,11 metri, nuovo record nazionale croato. Dopo numerose vittorie ai meeting del circuito della Diamond League riuscì ad aggiudicarsi il diamante in palio per la gara di lancio del disco femminile, totalizzando il punteggio finale di 30 punti.
Nel 2013 decide di cambiare guida tecnica affidandosi all'ex lanciatore croato Edis Elkasević. Ai campionati mondiali di Mosca trova il suo primo titolo mondiale con un lancio di 67,99 metri; in questo modo diventa al prima atleta croata ad aggiudicarsi l'oro mondiale in tale specialità. Al termine della stagione è riuscita a vincere anche la sua seconda Diamond League consecutiva, conquistando la vittoria in tutte e sette le tappe del circuito.

### Oltre i 70 metri (2014-2015)

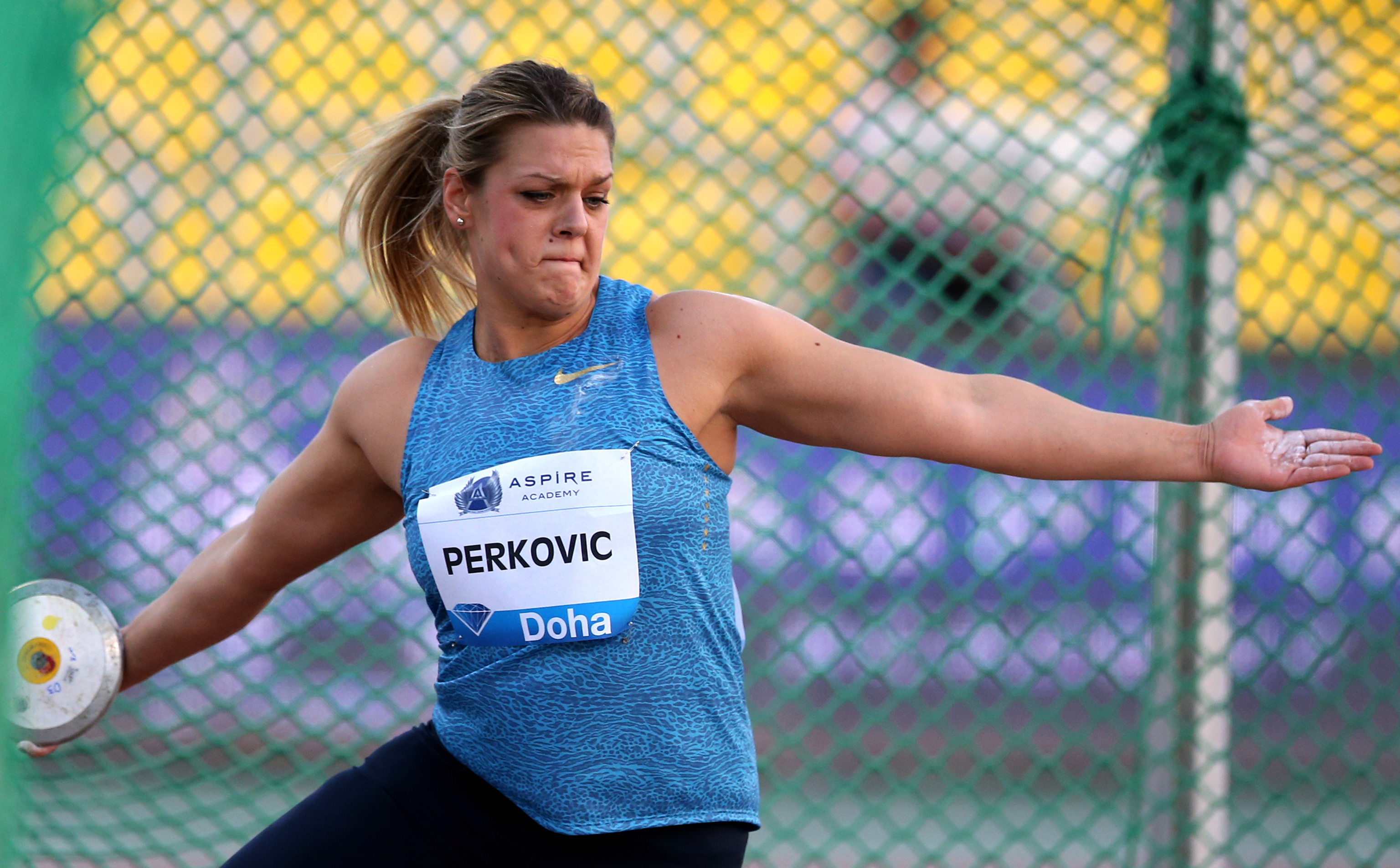
Al Meeting di Doha nel 2015

Nel marzo del 2014, durante i campionati nazionali invernali croati, ha lanciato il suo disco fino alla misura di 70,51 metri. Questo è stato il primo lancio oltre la linea dei 70 metri dal 1999. Poco dopo, al meeting di Shanghai, ha migliorato ulteriormente il suo primato di un altro centimetro con un lancio a 70,52 metri. Nella Diamond League del 2014 riuscì a vincere sei delle sette gare venendo sconfitta solo nella tappa di Glasgow dalla statunitense Gia Lewis-Smallwood, perdendo così la sua imbattibilità che perdurava dal 6 luglio 2012. Il 16 agosto vince la medaglia d'oro ai campionati europei di Zurigo, raggiungendo la misura di 71,08 metri al suo quinto lancio di gara. 
Nella stagione 2015, dopo aver aperto la stagione con una misura a 70,08 metri, ha iniziato a gareggiare nelle varie tappe della Diamond League vincendo le prime quattro competizioni a Doha (68,10 m), Roma (67,92 m), Birmingham (69,23 m) e New York (68,44 m). La sua striscia di vittorie si è interrotta il 9 luglio al meeting di Losanna, quando è stata battuta dalla cubana Yaimé Pérez. Ad agosto partecipa ai campionati mondiali di Pechino, arrivando seconda alle spalle della cubana Denia Caballero con la misura di 67,39 metri.

### Secondo oro olimpico (2016) e mondiale (2017)

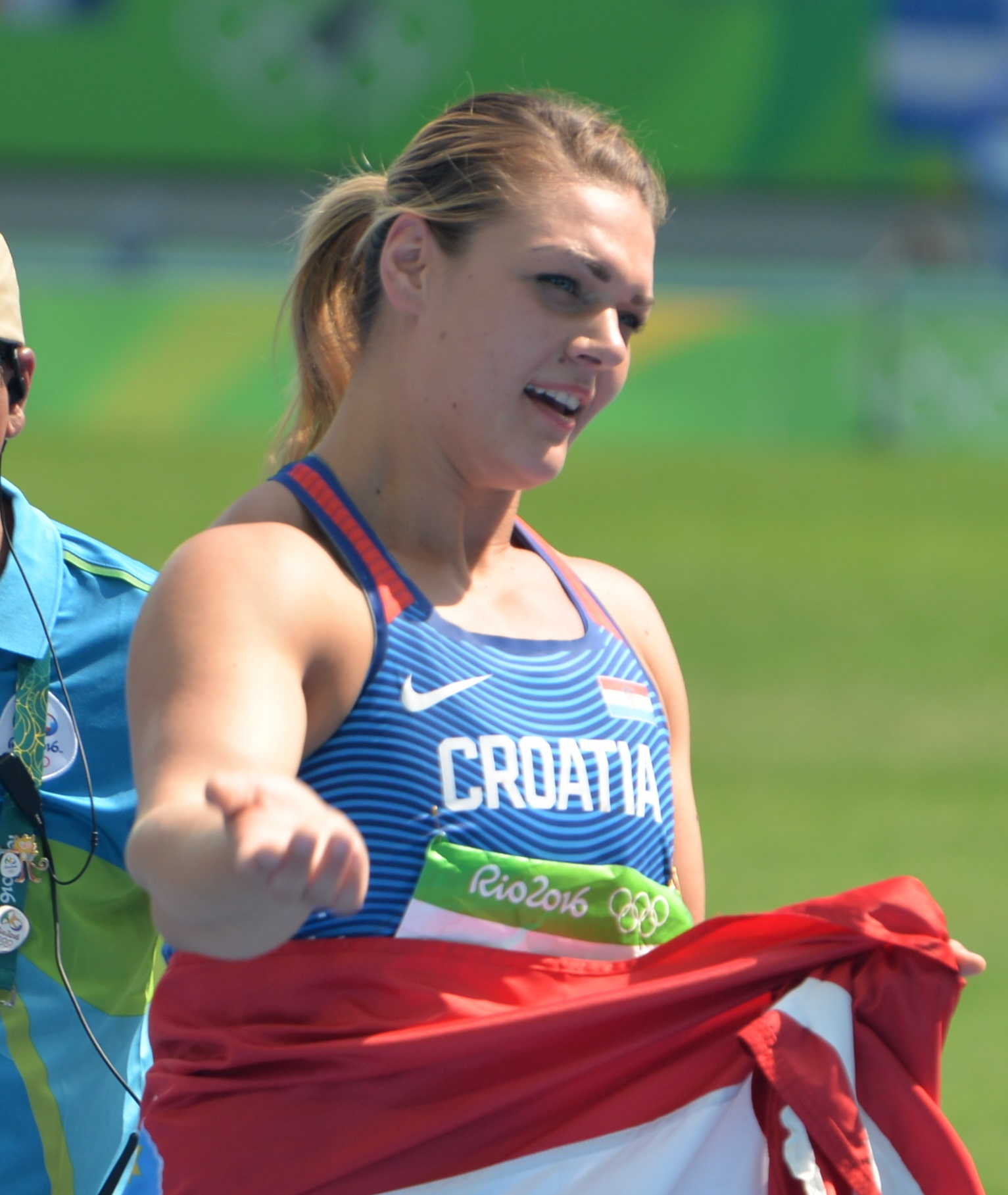
Sandra Perković festeggia dopo la vittoria dell'oro alle Olimpiadi di

Dopo aver aperto la stagione 2016 con la misura di 70,59 metri ai campionati nazionali invernali di Spalato, nel mese di maggio si è migliorata ulteriormente al meeting di Shanghai con un lancio a 70,88 m. La striscia vincente è poi proseguita ai meeting di Eugene (68,57 m), di Oslo (67,10 m), di Stoccolma (68,32 m) e di Londra (69,94 m). Nel mese di luglio si è laureata per la quarta volta consecutiva campionessa d'Europa con un lancio di 69,97 m. Giunta alle Olimpiadi di Rio de Janeiro 2016, una volta arrivata in finale, al terzo tentativo e dopo due lanci nulli, è riuscita a lanciare il suo disco fino alla misura di 69,21 m, conquistando così la sua seconda medaglia d'oro olimpica consecutiva. Grazie ai suoi due ori olimpici consecutivi ha raggiunto la tedesca orientale Evelin Jahl, diventando la donna più vittoriosa alle Olimpiadi nel lancio del disco. Conclude la stagione vincendo, per la quinta volta consecutiva, anche la Diamond League.
Il 18 luglio 2017 ha migliorato il proprio record personale con un lancio di 71,41 m a Bellinzona, in Svizzera; in questo modo ha realizzato il miglior risultato nel lancio del disco femminile dal 1992.
Ai successivi mondiali di Londra conquista il suo secondo oro iridato battendo, con la misura di 70,31 metri, l'australiana Dani Stevens. Suggella un biennio ricco di successi aggiudicandosi nuovamente la Diamond League.

### Il quinto oro europeo (2018) e le Olimpiadi di Tokyo (2021)
Nel 2018, agli europei di Berlino, conquista il suo quinto titolo europeo con la misura di 67,62 metri. L'anno successivo, invece, chiude al terzo posto la finale dei campionati del mondo di Doha, conquistando la medaglia di bronzo alle spalle delle cubane Yaimé Pérez e Denia Caballero. Dopo un 2020 povero di appuntamenti a causa della pandemia di COVID-19, nel 2021 prende parte ai Giochi Olimpici di Tokyo, durante i quali tuttavia chiude la finale al quarto posto, non riuscendo dunque a salire sul podio per la prima volta in una competizione internazionale dal 2009.

### 2022-2024: argento mondiale, bronzo olimpico e altri due ori europei
Ai mondiali di Eugene del 2022 si aggiudica la medaglia d'argento con un lancio di 68,45 metri che la fa classificare alle spalle della sola cinese Feng Bin. Sempre nello stesso anno conquista la sua sesta medaglia d'oro europea durante la rassegna continentale di Monaco di Baviera. Nel 2023 termina al quinto posto la gara valida per i mondiali di Budapest, mentre l'anno successivo vince nuovamente l'oro agli europei di Roma (il settimo consecutivo nella competizione) con la misura di 67,04 metri e torna con un bronzo dalle Olimpiadi di Parigi.

## Record nazionali
Seniores
- Lancio del disco 71,41 m ( Bellinzona, 18 luglio 2017).[22]

Under 23
- Lancio del disco 69,11 m ( Londra, 4 agosto 2012).[23]

Under 20
- Lancio del disco 62,79 m ( Spalato, 4 settembre 2009).[24]

Under 18
- Lancio del disco 55,42 m ( Hengelo, 22 luglio 2007).[25]

## Palmarès
| Anno | Manifestazione          | Sede           | Evento           | Risultato | Prestazione | Note                                                       |
| ---- | ----------------------- | -------------- | ---------------- | --------- | ----------- | ---------------------------------------------------------- |
| 2006 | Mondiali U20            | Pechino        | Lancio del disco | 20ª (q)   | 44,11 m     |                                                            |
| 2007 | Mondiali U18            | Ostrava        | Getto del peso   | 13ª (q)   | 13,19 m     |                                                            |
| 2007 | Mondiali U18            | Ostrava        | Lancio del disco | Argento   | 51,25 m     |                                                            |
| 2007 | Europei U20             | Hengelo        | Lancio del disco | Argento   | 55,42 m     | Miglior prestazione personale                              |
| 2008 | Mondiali U20            | Bydgoszcz      | Getto del peso   | 13ª (q)   | 15,03 m     |                                                            |
| 2008 | Mondiali U20            | Bydgoszcz      | Lancio del disco | Bronzo    | 54,24 m     |                                                            |
| 2009 | Europei U20             | Novi Sad       | Getto del peso   | 5ª        | 15,42 m     |                                                            |
| 2009 | Europei U20             | Novi Sad       | Lancio del disco | Oro       | 62,44 m     | Record nazionale                                           |
| 2009 | Mondiali                | Berlino        | Lancio del disco | 9ª        | 60,77 m     |                                                            |
| 2010 | Europei                 | Barcellona     | Lancio del disco | Oro       | 64,67 m     |                                                            |
| 2012 | Europei                 | Helsinki       | Lancio del disco | Oro       | 67,62 m     |                                                            |
| 2012 | Giochi olimpici         | Londra         | Lancio del disco | Oro       | 69,11 m     | Record nazionale                                           |
| 2013 | Giochi del Mediterraneo | Mersin         | Lancio del disco | Oro       | 66,21 m     | Record dei Giochi                                          |
| 2013 | Mondiali                | Mosca          | Lancio del disco | Oro       | 67,99 m     |                                                            |
| 2014 | Europei                 | Zurigo         | Lancio del disco | Oro       | 71,08 m     | Record nazionale · Miglior prestazione mondiale stagionale |
| 2015 | Mondiali                | Pechino        | Lancio del disco | Argento   | 67,39 m     |                                                            |
| 2016 | Europei                 | Amsterdam      | Lancio del disco | Oro       | 69,97 m     |                                                            |
| 2016 | Giochi olimpici         | Rio de Janeiro | Lancio del disco | Oro       | 69,21 m     |                                                            |
| 2017 | Mondiali                | Londra         | Lancio del disco | Oro       | 70,31 m     |                                                            |
| 2018 | Giochi del Mediterraneo | Tarragona      | Lancio del disco | Oro       | 66,46 m     | Record dei Giochi                                          |
| 2018 | Europei                 | Berlino        | Lancio del disco | Oro       | 67,62 m     |                                                            |
| 2019 | Mondiali                | Doha           | Lancio del disco | Bronzo    | 66,72 m     |                                                            |
| 2021 | Giochi olimpici         | Tokyo          | Lancio del disco | 4ª        | 65,01 m     |                                                            |
| 2022 | Mondiali                | Eugene         | Lancio del disco | Argento   | 68,45 m     | Miglior prestazione personale stagionale                   |
| 2022 | Europei                 | Monaco         | Lancio del disco | Oro       | 67,95 m     |                                                            |
| 2023 | Mondiali                | Budapest       | Lancio del disco | 5ª        | 66,57 m     | Miglior prestazione personale stagionale                   |
| 2024 | Europei                 | Roma           | Lancio del disco | Oro       | 67,04 m     | Miglior prestazione personale stagionale                   |
| 2024 | Giochi olimpici         | Parigi         | Lancio del disco | Bronzo    | 67,51 m     |                                                            |

## Campionati nazionali
- 3 volte campione nazionale nel getto del peso (2008/2010)
- 2 volte nel lancio del disco (2010, 2012)
- 4 volte nel getto del peso invernale (2008, 2010/2011, 2014)
- 13 volte nel lancio del disco invernale (2006, 2008, 2010/2012, 2014/2018, 2020/2022)
- 4 volte nel getto del peso indoor (2010/2012, 2014)

2008
- Oro ai campionati nazionali croati invernali, lancio del disco - 46,82 m

2007
- Argento ai campionati nazionali croati, getto del peso - 13,84 m
- Argento ai campionati nazionali croati, lancio del disco - 50,47 m

2008
- Oro ai campionati nazionali croati invernali, getto del peso - 13,50 m
- Oro ai campionati nazionali croati invernali, lancio del disco - 53,37 m
- Oro ai campionati nazionali croati, getto del peso - 14,35 m
- Bronzo ai campionati nazionali croati, lancio del disco - 54,58 m

2009
- Oro ai campionati nazionali croati, getto del peso - 14,64 m
- Argento ai campionati nazionali croati, lancio del disco - 58,50 m

2010
- Oro ai campionati nazionali croati indoor, getto del peso - 16,23 m
- Oro ai campionati nazionali croati invernali, getto del peso - 16,02 m
- Oro ai campionati nazionali croati invernali, lancio del disco - 66,85 m
- Oro ai campionati nazionali croati, getto del peso - 14,55 m
- Oro ai campionati nazionali croati, lancio del disco - 64,31 m

2011
- Oro ai campionati nazionali croati indoor, getto del peso - 16,99 m
- Oro ai campionati nazionali croati invernali, getto del peso - 16,40 m
- Oro ai campionati nazionali croati invernali, lancio del disco - 67,96 m

2012
- Oro ai campionati nazionali croati indoor, getto del peso - 15,82 m
- Oro ai campionati nazionali croati invernali, lancio del disco - 66,85 m
- Bronzo ai campionati nazionali croati, getto del peso - 14,73 m
- Oro ai campionati nazionali croati, lancio del disco - 66,94 m

2014
- Oro ai campionati nazionali croati indoor, getto del peso - 15,21 m
- Oro ai campionati nazionali croati invernali, getto del peso - 14,35 m
- Oro ai campionati nazionali croati invernali, lancio del disco - 70,51 m

2015
- Oro ai campionati nazionali croati invernali, lancio del disco - 70,08 m

2016
- Oro ai campionati nazionali croati invernali, lancio del disco - 70,59 m

2017
- Oro ai campionati nazionali croati invernali, lancio del disco - 70,23 m

2018
- Oro ai campionati nazionali croati invernali, lancio del disco - 68,44 m

2020
- Oro ai campionati nazionali croati invernali, lancio del disco - 65,93 m

2021
- Oro ai campionati nazionali croati invernali, lancio del disco - 65,25 m

2022
- Oro ai campionati nazionali croati invernali, lancio del disco - 64,47 m

## Altre competizioni internazionali
2010

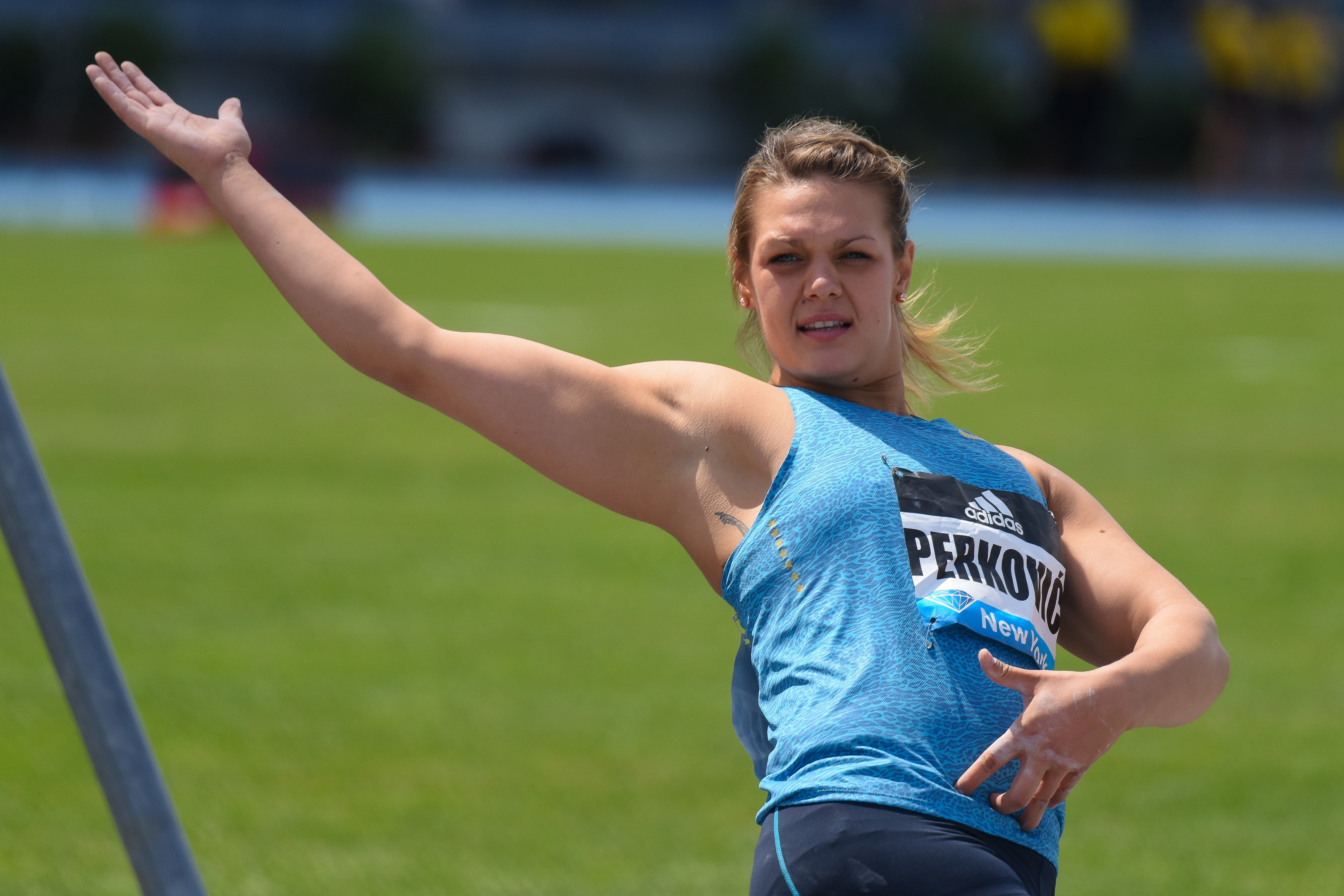
Sandra Perković al meeting di New York del 2015

- Oro in Coppa Europa invernale di lanci (under 23) ( Arles), lancio del disco - 61,93 m
- Oro all'Adidas Grand Prix ( New York), lancio del disco - 61,96 m
- Oro agli Europei a squadre (Second League) ( Belgrado), lancio del disco - 63,42 m
- Oro agli Europei a squadre (Second League) ( Belgrado), getto del peso - 15,57 m
- Oro al Memorial Van Damme ( Bruxelles), lancio del disco - 66,93 m
- Oro al Zagreb Meeting ( Zagabria), lancio del disco - 65,56 m
- Argento in Coppa continentale ( Spalato), lancio del disco - 63,29 m

2012
- Oro in Coppa Europa invernale di lanci (under 23) ( Bar), lancio del disco - 67,19 m
- Oro al Shanghai Golden Grand Prix ( Shanghai), lancio del disco - 68,24 m
- Oro al Prefontaine Classic ( Eugene), lancio del disco - 66,92 m
- Oro all'ExxonMobil Bislett Games ( Oslo), lancio del disco - 64,89 m
- Oro all'Herculis ( Monaco), lancio del disco - 65,29 m
- Oro al DN Galan ( Stoccolma), lancio del disco - 68,77 m
- Oro al Memorial Van Damme ( Bruxelles), lancio del disco - 63,97 m
- Oro al Zagreb Meeting ( Zagabria), lancio del disco - 65,79 m
- Vincitrice della Diamond League nella specialità del lancio del disco (30 punti)

2013
- Oro al Doha Diamond League ( Doha), lancio del disco - 68,23 m
- Oro all'Adidas Grand Prix ( New York), lancio del disco - 68,48 m
- Oro al Golden Gala Pietro Mennea ( Roma), lancio del disco - 68,25 m
- Oro agli Europei a squadre (Second League) ( Kaunas), lancio del disco - 65,77 m
- Oro al Sainsbury's Grand Prix ( Birmingham), lancio del disco - 64,32 m
- Oro all'Athletissima ( Losanna), lancio del disco - 68,96 m
- Oro all'Herculis ( Monaco), lancio del disco - 65,30 m
- Oro al Memorial Van Damme ( Bruxelles), lancio del disco - 67,04 m
- Oro al Rieti Meeting ( Rieti), lancio del disco - 66,12 m
- Vincitrice della Diamond League nella specialità del lancio del disco (32 punti)

2014
- Oro al Shanghai Golden Grand Prix ( Shanghai), lancio del disco - 70,52 m
- Oro al Prefontaine Classic ( Eugene), lancio del disco - 69,32 m
- Oro all'ExxonMobil Bislett Games ( Oslo), lancio del disco - 67,17 m
- Oro agli Europei a squadre (Second League) ( Riga), lancio del disco - 64,05 m
- Bronzo agli Europei a squadre (Second League) ( Riga), getto del peso - 14,27 m
- Oro al Meeting Areva ( Parigi), lancio del disco - 68,48 m
- Oro al DN Galan ( Stoccolma), lancio del disco - 66,74 m
- Oro al Weltklasse Zürich ( Zurigo), lancio del disco - 68,36 m
- Oro al Zagreb Meeting ( Zagabria), lancio del disco - 65,09 m
- Bronzo in Coppa continentale ( Marrakech), lancio del disco - 62,08 m
- Vincitrice della Diamond League nella specialità del lancio del disco (30 punti)

2015
- Oro al Doha Diamond League ( Doha), lancio del disco - 68,10 m
- Oro al Golden Gala Pietro Mennea ( Roma), lancio del disco - 68,25 m
- Oro al Sainsbury's Birmingham Grand Prix ( Birmingham), lancio del disco - 69,23 m
- Oro all'Adidas Grand Prix ( New York), lancio del disco - 68,44 m
- Oro all'Athletissima ( Losanna), lancio del disco - 67,06 m
- Oro all'Herculis ( Monaco), lancio del disco - 66,80 m
- Oro al Hanžeković Memorial ( Zagabria), lancio del disco - 69,88 m
- Oro al Memorial Van Damme ( Bruxelles), lancio del disco - 67,50 m
- Vincitrice della Diamond League nella specialità del lancio del disco (30 punti)

2016
- Oro al Shanghai Golden Grand Prix ( Shanghai), lancio del disco - 70,88 m
- Oro al Prefontaine Classic ( Eugene), lancio del disco - 68,57 m
- Oro all'ExxonMobil Bislett Games ( Oslo), lancio del disco - 67,10 m
- Oro al Bauhaus-Galan ( Stoccolma), lancio del disco - 68,32 m
- Oro al Müller Anniversary Games ( Birmingham), lancio del disco - 69,94 m
- Oro al Meeting Areva ( Parigi), lancio del disco - 67,62 m
- Oro al Weltklasse Zürich ( Zurigo), lancio del disco - 68,44 m
- Oro al Hanžeković Memorial ( Zagabria), lancio del disco - 67,86 m
- Vincitrice della Diamond League nella specialità del lancio del disco (80 punti)

2017
- Oro al Shanghai Golden Grand Prix ( Shanghai), lancio del disco - 66,94 m
- Oro all'ExxonMobil Bislett Games ( Oslo), lancio del disco - 66,79 m
- Oro al Müller Anniversary Games ( Birmingham), lancio del disco - 67,51 m
- Oro al Hanžeković Memorial ( Zagabria), lancio del disco - 70,83 m
- Oro al Memorial Van Damme ( Bruxelles), lancio del disco - 68,82 m
- Vincitrice della Diamond League nella specialità del lancio del disco

2018
- Oro al Doha Diamond League ( Doha), lancio del disco - 71,38 m
- Oro al Golden Gala Pietro Mennea ( Roma), lancio del disco - 68,93 m
- Oro al Meeting de Paris ( Parigi), lancio del disco - 68,60 m
- Oro ai London Anniversary Games ( Londra), lancio del disco - 67,24 m

2021
- Oro al Golden Gala Pietro Mennea ( Firenze), lancio del disco - 66,90 m
- Oro al Meeting de Paris ( Parigi), lancio del disco - 65,68 m

2022
- Oro ai Bislett Games ( Oslo), lancio del disco - 66,82 m

2023
- Oro al Bauhaus-Galan ( Stoccolma), lancio del disco - 64,49 m

## Riconoscimenti
- Atleta europea emergente dell'anno (2010)